# Обретение Любеком статуса вольного имперского города

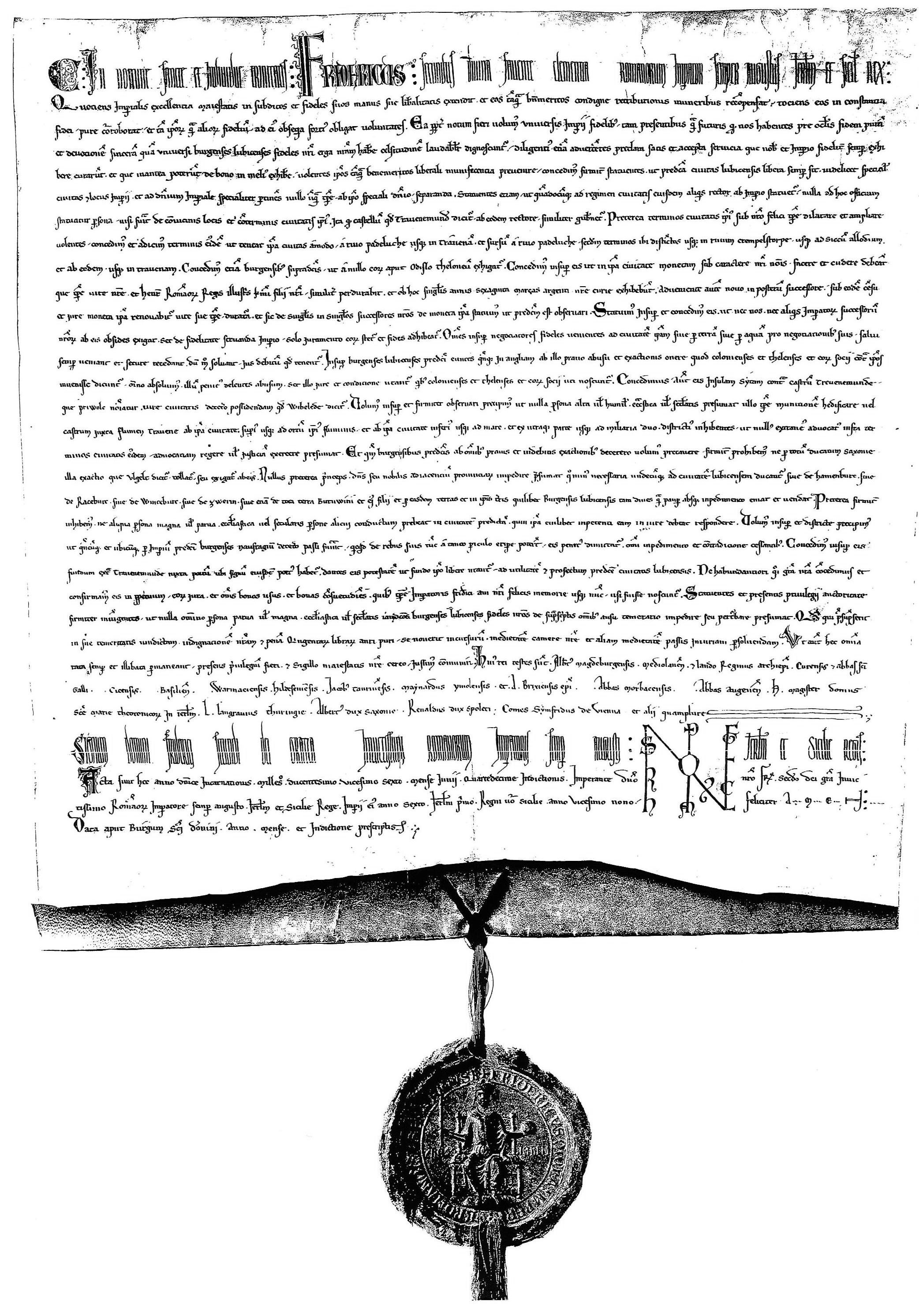
Документ императора о предоставлении Любеку статуса вольного имперского города.

Обретение Любеком статуса вольного имперского города произошло в июне 1226 г. по воле императора Священной Римской империи Фридрихом II.

## История
После падения герцога Саксонии и Баварии Генриха Льва император Фридрих I Барбаросса 19 сентября 1188 года наделил недавно основанный в 1143 г. на южном побережье Балтийского моря город Любек землей и правами на прилегающей территории с помощью особой привилегии..
После 1202 г. датский король Вальдемар II подчинил графство Шверин, Мекленбург, Померанию и Померелию, а города Гамбург и Любек признали его суверенитет. На рубеже 1214/15 года немецкий король, а затем и римский император Фридрих II официально передал ему завоевания в империи в качестве вотчины. При датчанах Любек пережил экономический подъём, но горожане тайно готовились вернуться под власть Фридриха II, и решили подтвердить полученные от Барбароссы в 1188 г. привилегии
После 1223 г. Фридри II добился возвращения немецких территорий и выплаты огромной компенсации., попытавшийся вернуть утраченное Вальдемар потерпел поражение битве при Борхёведе в 1227 г.
В мае 1226 года посланники совета Вильгельм Витте и Иоганн фон Бремен' добились признания привилегий В период с 14 по 21 июня посланники городского совета смогли прибыть в императорский замок в Борго-Сан-Доннино, где получили письмо о свободном имперском статусе Любека, благодаря которому и дальнейшему закреплению территориальных претензий в прилегающих районах, особенно вдоль Траве до Травемюнде и Привалля, Любек смог экономически и политически развиваться, став лидером Ганзейского союза. Однако первоначально имперская свобода была лишь на бумаге, её реализация случилась после битвы при Борнхёведе.

## Документы
Два экземпляра письма о свободном имперском статусе хранятся в архивах Любека. Документы написаны на пергаменте на латыни и имеют размеры примерно 50 × 50 см. Оба хранились на стойке совета церкви Святой Марии в Любеке до 1940 года. На одном — сургучная печать, на другом — золотая булла Фридриха. Тексты двух документов отличаются друг от друга относительно исполнительных листов императорской канцелярии, остальные различия экземпляров носят незначительный характер. В 1940 г. документы Любека сначала хранились в сейфе в подвале налоговой инспекции на Хюксштрассе, а затем в 1942/43 году хранились в туннеле в Тюрингии. Оттуда фонды были отправлены в различные места хранения через СССР, большая часть из которых в начале 1950-х годов была отправлена в Потсдам. Первые возвраты архивных материалов начались ещё до воссоединения Германии. Передача письма об имперской свободе постоянному представительству ФРГ в Восточном Берлине началась в декабре 1986 года.

## Подписанты
В документе 1226 г. упоминаются следующие свидетели:
- архиепископы Магдебурга и Милана Альбрехт I фон Кефернбург, Энрико I да Сеттала,
- епископы: Кура и Санкт-Галлена Рудольф фон Гюттинген, Наумбург-Цайца Энгельгард, Базеля Генрих фон Тун, Вормса Генрих II фон Саарбрюккен, Хильдесхайма Конрад II, Турина Джакомо I ди Каризио, Имолы Майнардино, Брешии Альберто да Реджио.
- аббаты монастырей Мурбах и Райхенау Гуго фон Ротенбург и Генрих фон Карпфен
- великий магистр Тевтонского ордена Герман фон Зальца
- светские князья: ландграф Тюрингии Людвиг IV, герцог Саксонии Альбрехт I, герцог Сполетто Райнальд фон Урслинген, граф Вьены Зигфрид «и многие другие»

## Последствия
Установленные сухопутные и морские границы, а также права на рыболовство в Траве, Дассауэр-Зе и Любекском заливе существуют и сегодня. Хотя они оспаривались на протяжении веков в отношении внутренних вод, они были подтверждены имперским судом в судебном споре между Мекленбургом и Любеком в 1890 году..